# 447 a.C.

## Eventos

### Ocidente
- Os atenienses começam a construir o Partenon;
- Atenas perde Mégara.
- Marco Gegânio Macerino e Caio Júlio Julo, cônsules romanos.